# Episodi di Agli ordini papà (quarta stagione)
La quarta stagione della serie televisiva Agli ordini papà è stata trasmessa in anteprima negli Stati Uniti d'America dalla CBS tra il 25 settembre 1992 e il 16 aprile 1993.
| nº | Titolo originale             | Titolo italiano | Prima TV USA      | Prima TV Italia |
| -- | ---------------------------- | --------------- | ----------------- | --------------- |
| 1  | The People's Choice (Part 1) |                 | 25 settembre 1992 |                 |
| 2  | The People's Choice (Part 2) |                 | 2 ottobre 1992    |                 |
| 3  | Here's Looking at You, Pol   |                 | 16 ottobre 1992   |                 |
| 4  | Catered Affair               |                 | 23 ottobre 1992   |                 |
| 5  | There's No Place Like Farlow |                 | 30 ottobre 1992   |                 |
| 6  | The Election Show            |                 | 6 novembre 1992   |                 |
| 7  | Gunny's Veiled Threat        |                 | 13 novembre 1992  |                 |
| 8  | One for the Road             |                 | 20 novembre 1992  |                 |
| 9  | Blue Tenant Holowachuk       |                 | 4 dicembre 1992   |                 |
| 10 | Old Acquaintance             |                 | 18 dicembre 1992  |                 |
| 11 | About Face                   |                 | 8 gennaio 1993    |                 |
| 12 | I'll Be Seeing You           |                 | 15 gennaio 1993   |                 |
| 13 | Night School                 |                 | 22 gennaio 1993   |                 |
| 14 | Piano Lesson                 |                 | 29 gennaio 1993   |                 |
| 15 | Come Rain or Come Shine      |                 | 5 febbraio 1993   |                 |
| 16 | Colonel of Truth             |                 | 12 febbraio 1993  |                 |
| 17 | From Russia with Like        |                 | 19 febbraio 1993  |                 |
| 18 | The Spell of Grease Paint    |                 | 5 marzo 1993      |                 |
| 19 | Gunny Gets Robbed            |                 | 12 marzo 1993     |                 |
| 20 | Conduct Unbecoming           |                 | 2 aprile 1993     |                 |
| 21 | General Disturbance          |                 | 9 aprile 1993     |                 |
| 22 | Oops, a Daisy                |                 | 16 aprile 1993    |                 |